# 靱本町
靱本町（うつぼほんまち）は、大阪府大阪市西区の町名。現行行政地名は靱本町一丁目から靱本町三丁目。

## 地理
大阪市西区の北東部に位置し、範囲は地域名称の靱と概ね一致する。北は靱北通・京町堀川跡・京町堀通を挟んで京町堀、南は本町通を挟んで西本町、西は新なにわ筋（阪神高速3号神戸線）を挟んで江之子島、東は西横堀川跡（阪神高速1号環状線）を挟んで中央区淡路町・瓦町・備後町・本町にそれぞれ接する。
なにわ筋以東が一丁目、なにわ筋 - あみだ池筋間が二丁目、あみだ池筋以西が三丁目となる。一丁目と二丁目のそれぞれ北半に靱公園が広がる。

## 歴史

### 町名の変遷
江戸時代の町名は、京町堀1 - 5丁目の京町堀川以南・南浜町・剣先町（けんざきちょう）・瀬戸物町・新天満町・新靱町・油掛町（あぶらかけちょう）・信濃町・海部堀川町・敷屋町・海部町・岡崎町となっていた。
1871年（明治4年）に京町堀1 - 5丁目の京町堀川以南を南京町堀1 - 3丁目に改編。翌1872年（明治5年）に靱北通1 - 4丁目・靱上通1 - 3丁目・靱中通1 - 3丁目・靱下通1 - 2丁目・靱南通1 - 5丁目に改編。1961年（昭和36年）に北半を靱1 - 4丁目、南半を靱本町1 - 4丁目に改編。1977年（昭和52年）に新なにわ筋以西が江之子島2丁目に編入され、靱を靱本町に編入して靱本町1 - 3丁目の現行住居表示を実施。

## 世帯数と人口
2019年（平成31年）3月31日現在の世帯数と人口は以下の通りである。
| 丁目         | 世帯数    | 人口    |
| ------------ | --------- | ------- |
| 靱本町一丁目 | 700世帯   | 1,151人 |
| 靱本町二丁目 | 514世帯   | 655人   |
| 靱本町三丁目 | 1,003世帯 | 1,459人 |
| 計           | 2,217世帯 | 3,265人 |

### 人口の変遷
国勢調査による人口の推移。
| 1995年（平成7年）  | 1,473人 | [ 5 ] |  |
| 2000年（平成12年） | 1,867人 | [ 6 ] |  |
| 2005年（平成17年） | 1,990人 | [ 7 ] |  |
| 2010年（平成22年） | 2,719人 | [ 8 ] |  |
| 2015年（平成27年） | 2,897人 | [ 9 ] |  |

### 世帯数の変遷
国勢調査による世帯数の推移。
| 1995年（平成7年）  | 676世帯   | [ 5 ] |  |
| 2000年（平成12年） | 938世帯   | [ 6 ] |  |
| 2005年（平成17年） | 1,244世帯 | [ 7 ] |  |
| 2010年（平成22年） | 1,885世帯 | [ 8 ] |  |
| 2015年（平成27年） | 1,932世帯 | [ 9 ] |  |

## 学区
市立小・中学校に通う場合、学区は以下の通りとなる。なお、小学校・中学校入学時に学校選択制度を導入しており、通学区域もしくは隣接する校区の小学校・中学校から選択することも可能。
| 丁目         | 番 | 小学校               | 中学校               |
| ------------ | --- | -------------------- | -------------------- |
| 靱本町一丁目 | 全域 | 大阪市立明治小学校   | 大阪市立花乃井中学校 |
| 靱本町二丁目 | 全域 | 大阪市立明治小学校   | 大阪市立花乃井中学校 |
| 靱本町三丁目 | 1番4号（一部）、1番5～15号 1番16号（一部）、2～4番 5番4号（一部）、5番5 ～18号 5番19号（一部）、6～9番 10番4号（一部）、10番5～19号 10番20号（一部） | 大阪市立明治小学校   | 大阪市立花乃井中学校 |
| 靱本町三丁目 | その他 | 大阪市立西船場小学校 | 大阪市立花乃井中学校 |

## 事業所
2016年（平成28年）現在の経済センサス調査による事業所数と従業員数は以下の通りである。
| 丁目         | 事業所数  | 従業員数 |
| ------------ | --------- | -------- |
| 靱本町一丁目 | 547事業所 | 8,808人  |
| 靱本町二丁目 | 99事業所  | 1,108人  |
| 靱本町三丁目 | 96事業所  | 908人    |
| 計           | 742事業所 | 10,824人 |

## 施設

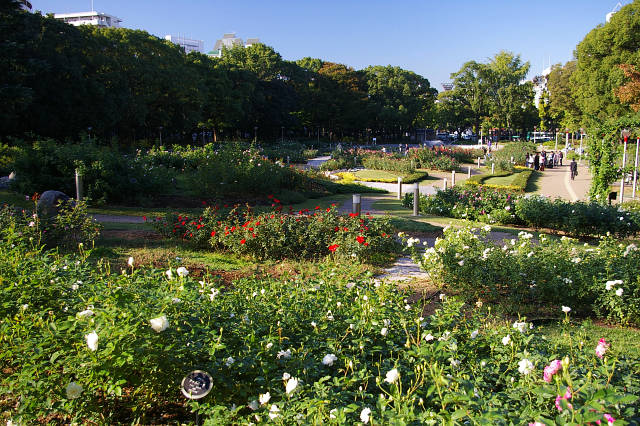
靱公園バラ園

公共施設
- 大阪科学技術館
- 大阪府警西警察署靭交番

教育機関
- 大阪市立靱幼稚園

公園
- 靱公園
  - 靱テニスセンター

外国公館
- 在大阪中華人民共和国総領事館

## 交通

### 鉄道
- 地内に駅はなく、最寄り駅は大阪市高速電気軌道 (Osaka Metro) の阿波座駅および本町駅。

### 道路
高速道路
- 阪神高速1号環状線
- 阪神高速3号神戸線

国道
- 国道172号（本町通）

主要地方道
- 大阪府道29号大阪臨海線（新なにわ筋）
- 大阪府道41号大阪伊丹線（なにわ筋）
- 大阪市道南北線（四つ橋筋）
- 大阪市道中之島桜川線（あみだ池筋）

## その他

### 日本郵便
- 〒550-0004[3]（集配局：大阪西郵便局[12]）